# Ancistrorhynchus parviflorus
Ancistrorhynchus parviflorus är en orkidéart som beskrevs av Victor Samuel Summerhayes. Ancistrorhynchus parviflorus ingår i släktet Ancistrorhynchus och familjen orkidéer. Inga underarter finns listade i Catalogue of Life.